# 熊野郡
熊野郡为過去京都府轄下的郡，已於2004年4月1日因無管轄町村而废除。
在1879年日本實施郡區町村編制法時的轄區包括現在的京丹後市西部地區。

## 歷史
在令制國時代最初屬於丹波國，713年隨丹波國北部5郡一同被劃出改隸屬新設立的丹後國。
在14世紀末之後，隨整個丹後國成為一色氏的勢力範圍，16世紀末織田信長派長岡藤孝進攻丹後國後，一色氏臣服於織田信長，雖然丹後國南半部成為長岡藤孝的領地，但位於北半部的此區域仍屬一色氏所轄。1582年一色氏在本能寺之變後加入明智光秀一方，於明智光秀戰敗後隨之一同滅亡。1600年關原之戰後，京極高知領有整個丹後國，但在1622年京極高知過世後，將丹後國劃為三分，熊野郡在當時隨之成為宮津藩領地。但之後隨著宮津藩的多次改易，熊野郡也多次在宮津藩領地及幕府直轄領地之間變動，最終整個熊野郡都成為幕府直轄領，並在此設有久美濱代官所統管此地區周邊的幕府直轄領。
明治維新後，此地的幕府直轄領先後被劃入府中裁判所、久美濱縣，1871年第一次府縣整併中又被併入新設立的豐岡縣，直到1876年的第二次府縣整併中，豐岡縣被廢除，熊野郡被改劃入京都府。
1879年實施郡區町村編制法，正式的設置了近代的行政區劃「熊野郡」，郡役所設於久美濱村（位於現在的京丹後市）。

### 沿革

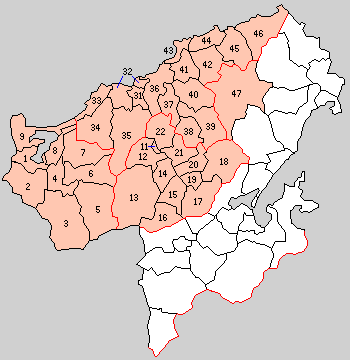
1889年熊野郡轄下的行政區劃：
1.久美濱村 2.久美谷村 3.川上村 4.海部村 5.上佐濃村 6.下佐濃村 7.田村 8.神野村 9.湊村
（橙色：現屬京丹後市、11 - 22屬於中郡、31 - 47屬於竹野郡）

- 1889年04月1日：實施町村制，熊野郡下設久美濱村、久美谷村（日语：久美谷村）、川上村（日语：川上村 (京都府)）、海部村（日语：海部村）、上佐濃村（日语：上佐濃村）、下佐濃村（日语：下佐濃村）、田村（日语：田村 (京都府)）、神野村（日语：神野村 (京都府)）、湊村（日语：湊村 (京都府)）。（9村）
- 1899年7月1日：實施郡制（日语：郡制），設立郡參事會（日语：郡参事会）。
- 1894年11月24日：久美濱村改制為久美濱町（日语：久美浜町）。[2]（1町8村）
- 1923年4月1日：廢除郡會和郡參事會。
- 1926年7月1日：廢除郡役所，此後郡不再作為行政區劃，只作為地名的表示。
- 1951年1月1日：上佐濃村和下佐濃村合併為佐濃村（日语：佐濃村）。（1町7村）
- 1951年4月1日：久美谷村被併入久美濱町。（1町6村）
- 1955年1月1日：久美濱町、川上村、海部村、田村、神野村、湊村合併為新設立的久美濱町。[2]（1町1村）
- 1958年5月3日：佐濃村被併入久美濱町。[2]（1町）
- 2004年4月1日：久美濱町和中郡峰山町（日语：峰山町）、大宮町（日语：大宮町 (京都府)）、竹野郡網野町（日语：網野町）、丹後町（日语：丹後町）、彌榮町（日语：弥栄町）合併為京丹後市[2]，並多離熊野郡，同時熊野郡因無管轄町村而被廢除。

### 變遷表
| 1889年4月1日 | 1889年 - 1926年         | 1926年 - 1944年         | 1945年 - 1954年           | 1955年 - 1988年           | 1989年 - 现在               | 现在                        |
| ------------ | ----------------------- | ----------------------- | ------------------------- | ------------------------- | --------------------------- | --------------------------- |
| 久美濱村     | 1894年11月24日 久美濱町 | 1894年11月24日 久美濱町 | 1894年11月24日 久美濱町   | 1955年1月1日 久美濱町     | 2004年4月1日 合併為京丹後市 | 2004年4月1日 合併為京丹後市 |
| 久美谷村     | 久美谷村                | 久美谷村                | 1951年4月1日 併入久美濱町 | 1955年1月1日 久美濱町     | 2004年4月1日 合併為京丹後市 | 2004年4月1日 合併為京丹後市 |
| 川上村       |                         |                         |                           | 1955年1月1日 久美濱町     | 2004年4月1日 合併為京丹後市 | 2004年4月1日 合併為京丹後市 |
| 海部村       |                         |                         |                           | 1955年1月1日 久美濱町     | 2004年4月1日 合併為京丹後市 | 2004年4月1日 合併為京丹後市 |
| 田村         |                         |                         |                           | 1955年1月1日 久美濱町     | 2004年4月1日 合併為京丹後市 | 2004年4月1日 合併為京丹後市 |
| 神野村       |                         |                         |                           | 1955年1月1日 久美濱町     | 2004年4月1日 合併為京丹後市 | 2004年4月1日 合併為京丹後市 |
| 湊村         |                         |                         |                           | 1955年1月1日 久美濱町     | 2004年4月1日 合併為京丹後市 | 2004年4月1日 合併為京丹後市 |
| 上佐濃村     | 上佐濃村                | 上佐濃村                | 1951年1月1日 佐濃村       | 1958年5月3日 併入久美濱町 | 2004年4月1日 合併為京丹後市 | 2004年4月1日 合併為京丹後市 |
| 下佐濃村     |                         |                         | 1951年1月1日 佐濃村       | 1958年5月3日 併入久美濱町 | 2004年4月1日 合併為京丹後市 | 2004年4月1日 合併為京丹後市 |